# Lípa u Krysálů
Lípa u Krysálů je památný strom u obce Kout na Šumavě nedaleko Kdyně. Přibližně třistaletá  lípa velkolistá (Tilia platyphyllos) roste u polní cesty na severozápadním okraji Novodvorského rybníka v nadmořské výšce 420 m. Kmen s velmi hrubou borkou se dělí na dvě části, koruna je úzce pyramidální. Obvod kmene dosahuje 600 cm, strom je vysoký 33 m (měření 2001). Lípa je chráněna od roku 1986 pro svůj vzrůst, věk a jako krajinná dominanta.

## Stromy v okolí
- Bílkovský dub
- Bílkovský javor
- Duby nad rybníkem Bílka
- Dub nad Spáleným rybníkem
- Dub u Váchalovského mlýna †
- Duby v Pekle
- Jasan u Starého Dvora
- Lípa za Bečvárnou †
- Dub v třešnové rovci
- Starodvorské duby
- U Čtyřech lip
- Zámecká lípa